# Chrysosporium vallenarense
Chrysosporium vallenarense är en svampart som beskrevs av Oorschot & Piont. 1985. Chrysosporium vallenarense ingår i släktet Chrysosporium och familjen Onygenaceae.   Inga underarter finns listade i Catalogue of Life.